# Ștefan Ciuntu
Ștefan Ciuntu (ur. 10 kwietnia 1986 w Gałaczu) – rumuński rugbysta występujący na pozycji skrzydłowego, trzykrotny mistrz Rumunii, reprezentant kraju, uczestnik dwóch Pucharów Świata.

## Kariera klubowa
W kategoriach juniorskich związany był z klubami LPS Focsani i CSM Universitatea Baia Mare, karierę seniorską rozpoczął jednak w CS Universitatea Cluj-Napoca. W 2007 roku zainteresowała się nim Steaua Bukareszt, po kilku miesiącach powrócił jednak do U Cluj. Przed sezonem 2008/2009 przeszedł do Dinamo Bukareszt, zaś od sezonu 2010 reprezentował CSM Universitatea Baia Mare. W okresie tym trzykrotnie zdobył mistrzostwo kraju – w 2010, 2011 i 2014. W latach 2006–2012 występował również w rumuńskiej drużynie związkowej, która uczestniczyła co roku w European Challenge Cup jako București Rugby.
W czerwcu 2014 roku z uwagi na kontuzje kolana i problemy w dojściu do pełnej sprawności zakończył sportową karierę, pozostając związany z klubem w sztabie szkoleniowym.

## Kariera reprezentacyjna
Powoływany był do juniorskich zespołów reprezentacyjnych. Z kadrą U-19 zwyciężył w Dywizji B MŚ 2004, a rok później zajął siódme miejsce. W roku 2006 z reprezentacją U-20 triumfował natomiast w mistrzostwach Europy.
Uczestniczył następnie w zgrupowaniach oraz turniejach reprezentacji rugby 7.
Wziął udział w dwóch seniorskich Pucharach Świata. W 2007 otrzymał powołanie za kontuzjowanego Ionuța Tofana i wystąpił jedynie przeciwko Nowej Zelandii, a był to jednocześnie jego debiut w rumuńskiej kadrze. Znalazł się też w składzie cztery lata później i na boisku pojawił się trzykrotnie – w meczach ze Szkocją, Anglią i Gruzją. W kadrze grał także w Pucharze Narodów Europy oraz IRB Nations Cup.